# Stefania Panighini
Stefania Panighini (Torino, 30 giugno 1981) è una regista italiana.

## Biografia
Stefania Panighini ha intrapreso un percorso di formazione multidisciplinare che unisce musica, teatro e ricerca accademica. Ha studiato presso l’Accademia Nazionale d’Arte Drammatica “Silvio D’Amico” e si è diplomata in Regia per lo spettacolo musicale al Conservatorio Giuseppe Verdi di Torino nel 2006. Ha inoltre conseguito la laurea in Musicologia presso l’Università di Torino con il massimo dei voti e la menzione d’onore.
Debutta come regista con Mirra di Alfieri al Festival AstiTeatro e, nel 2004, riceve il Premio “Idee per Alfieri” segnando l’inizio della sua carriera. Da allora ha diretto produzioni per teatri e festival nazionali e internazionali, alternando titoli del grande repertorio operistico a progetti di riscoperta o sperimentazione. Ha collaborato con istituzioni come il Teatro Regio di Torino, Teatro Comunale di Bologna, Teatro La Fenice di Venezia, Theater an der Wien, Ópera de Tenerife, Teatro Grande di Brescia, Opéra de Nice, Festival della Valle d'Itria e Opéra National de Lorraine. 
Negli anni successivi debutta negli Stati Uniti con La traviata presso la Dallas Opera e firma le produzioni di Nina pazza per amore al Paisiello Festival e all’Opera Giocosa di Savona, La bohème e Madama Butterfly al Luglio Musicale Trapanese, Orlando di Händel al Theater an der Wien – Kammeroper,  la prima rappresentazione in tempi moderni di Semiramide in villa di Paisiello a Taranto, Hansel und Gretel a Tenerife e L’italiana in Algeri al Lucca Opera Festival.
Ha messo in scena Maria de Buenos Aires di Astor Piazzolla per il Teatro Pergolesi di Jesi, per il Luglio Musicale Trapanese e per l’Opera Giocosa, per il Wexford Festival Opera ha curato l’allestimento di Le songe d’une nuit d’été di Thomas e per l’Ópera de Tenerife il Rinaldo. La stagione 2019/2020 ha segnato l'inizio di una collaborazione con il Teatro delle Muse di Ancona e il debutto nel continente asiatico al Daegu Opera Festival con una nuova produzione di Traviata.
Tra le regie più recenti si segnalano Don Pasquale alla Calgary Opera, Kaiser von Atlantis per il Lerici Music Festival e l’Opera Giocosa di Savona, Ascesa e caduta della città di Mahagonny al Teatro Sociale di Como, all’interno di un progetto triennale sul teatro musicale in collaborazione con il Conservatorio Giuseppe Verdi di Como, iniziato con La belle Hélène di Offenbach (2022) e proseguito con La rondine di Puccini (2023). Nello stesso anno ha curato l’allestimento de L’elisir d’amore per l’Opera Giocosa di Savona e il Teatro Pavarotti-Freni di Modena, nonché una nuova produzione di Pagliacci per il Wexford Festival Opera.
Tra gli impegni già annunciati per il 2025 figurano Tosca al Castello di San Giusto per la stagione estiva del Teatro Verdi di Trieste, un dittico comprendente Bal Masqué di Poulenc e la prima assoluta de La torre di Marco Bargagna al Teatro Verdi di Pisa e la prima esecuzione moderna di Turanda di Antonio Bazzini al Teatro Sociale di Como.

## Attività didattica e altri progetti
Parallelamente all’attività artistica, Stefania Panighini svolge un’intensa attività didattica. È docente ordinario di Teoria e tecniche dell’interpretazione scenica presso il Conservatorio “Giuseppe Verdi” di Como e ha collaborato con istituzioni come l’Accademia del Maggio Musicale Fiorentino, il Teatro Pavarotti-Freni di Modena, la Civica Scuola Paolo Grassi di Milano e il DAMS dell’Università di Torino. Ha inoltre pubblicato diversi saggi musicologici, tra cui uno studio su Pelléas et Mélisande per l’Opéra Comique. Insieme a Sandro Cappelletto ha curato per Treccani un ciclo di conferenze su La traviata presso la Fondazione Arturo Toscanini.
Nel 2014 ha ideato Hoperance, un progetto di ricerca e produzione che esplora le possibilità di contaminazione tra opera, danza e arti visive, diventando nel tempo uno degli assi centrali del suo percorso creativo.
Durante il periodo della pandemia ha collaborato con il Wexford Festival Opera e la Florentine Opera Company di Milwaukee alla produzione di contenuti digitali, tra cui documentari e videoclip musicali (a serie Voyages). Nello stesso periodo ha avviato un progetto con l’etichetta discografica indipendente Musica di Seta, dedicato alla creazione di opere audio-narrative e performative. Da questa collaborazione sono nati due progetti principali:
- Intrepidaria, una serie di podcast e spettacoli teatrali ispirati a biografie di donne straordinarie, spesso trascurate dalla storiografia ufficiale;
- Anomaliae, un ciclo dedicato alle storie vere di donne internate nei manicomi italiani tra Ottocento e Novecento, che esplora il confine tra narrazione storica e rappresentazione poetica.

Nella stagione 2018/2019 ha sviluppato un progetto di teatro intergenerazionale per l’Opera Giocosa di Savona, coinvolgendo adolescenti under 18 e persone over 65 in produzioni come Il barbiere di Siviglia e Don Pasquale.
Nel 2024 ha tenuto un Tedx Talk dal titolo "Perché la musica è un piacere che non siamo capaci a spiegare?" al Teatro Regio di Torino.